# Studené plesá

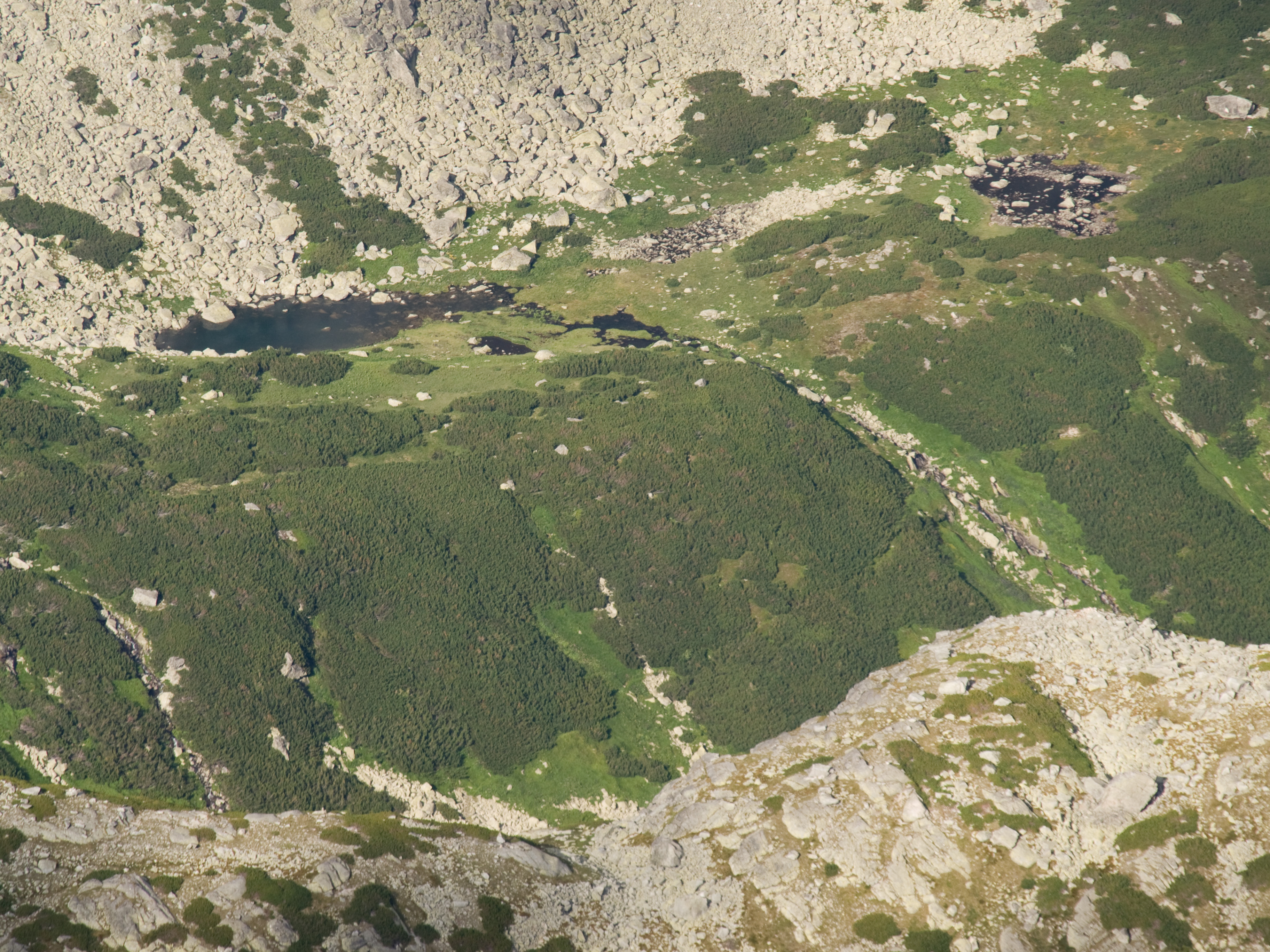
Studené plesá (zprava Nižné, Prostredné, Vyšné)

Studené plesá (polsky Niespodziane Stawki) je soubor tří ledovcových jezer nacházejících se ve Vysokých Tatrách jihozápadně pod Streleckou vežou ve Veľké Studené dolině pod Zbojníckou chatou. Označení ples Nižné Studené pleso a Vyšné Studené pleso nereflektuje nadmořskou výšku ale vzdálenost od ústí Veľké Studené doliny.

## Plesa
| č. | název                    | rozloha (ha) | délka (m) | šířka (m) | m.hl. (m) | objem (m³) | n.v. (m) | Souřadnice                       |
| -- | ------------------------ | ------------ | --------- | --------- | --------- | ---------- | -------- | -------------------------------- |
| I  | Vyšné Studené pleso      | 0,1650       | 76        | 33        | 2,1       | 1 385      | 1 812    | 49°10′47″ s. š., 20°10′34″ v. d. |
| —  | Prostredné Studené pleso | —            | —         | —         | —         | —          | 1 811    | 49°10′46″ s. š., 20°10′37″ v. d. |
| II | Nižné Studené pleso      | 0,1115       | 50        | 40        | 0,8       | 355        | 1 811    | 49°10′44″ s. š., 20°10′40″ v. d. |
| —  | Studené oko I            | —            | —         | —         | —         | —          | 1 810    | 49°10′46″ s. š., 20°10′34″ v. d. |
| —  | Studené oko II           | —            | —         | —         | —         | —          | 1 810    | 49°10′46″ s. š., 20°10′35″ v. d. |